# Kunst Archiv Darmstadt
Das Kunst Archiv Darmstadt ist eine Dokumentationsstelle der bildenden Kunst im Raum Darmstadt.

## Geschichte
Das Archiv Darmstädter Künstler (ADK) wurde am 1. Oktober 1984 von einem kleinen Kreis Kunstinteressierter gegründet. Entstanden ist es aus der Arbeit und in den Räumen der 1976 gegründeten privaten Galerie Netuschil.
Seit 1998 befindet sich das Archiv im John-F.-Kennedy-Haus (heute: Literaturhaus); gleichzeitig wurde das Archiv in Kunst Archiv Darmstadt (KAD) umbenannt. Der Vereinsvorsitzender war bis Juni 2024 der Darmstädter Galerist Claus K. Netuschil. Seitdem gehören dem Vorstand Jörn Laakmann, Christoph Wellmann, Ursula Troeger und Carsten Ullmann an.
2014 erhielt das Kunst Archiv eine umfangreiche Schenkung der HEAG. Sie wurde in der Ausstellung „Von Eugen Bracht bis Pierre Kröger: ein Darmstädter Bilderschatz von 1900 bis 2000“ gezeigt.

## Sammlung, Archiv, Bibliothek
Das Archiv versteht sich als Dokumentationsstelle der gesamten bildenden Kunst im Raum Darmstadt. Es steht Archivmaterial zu Künstlern, Kunstwerken und zum Ausstellungsgeschehen vom Beginn der Darmstädter Kunstgeschichte bis zur Gegenwart, ebenso wie eine Präsenzbibliothek mit über 4.000 Bänden – Künstlermonografien, Ausstellungs- und Kunstkatalogen und eine Sammlung von Filmen – den über 550 Mitgliedern des Archivs (Stand 2014), der Forschung und der allgemeinen öffentlichen Nutzung zur Verfügung.
Das Kunst Archiv Darmstadt bewahrt darüber hinaus die Archive und Nachlässe zum Werk von Karl Thylmann und Annelise Reichmann auf. Eine im ständigen Aufbau befindliche Sammlung Darmstädter Kunst, aus der in regelmäßigen Abständen in den eigenen Räumen Ausstellungen gezeigt werden, umfasst Werkgruppen von Esteban Fekete, Well Habicht, Heinrich Reinhard Kröh, Wilhelm Loth, Helmut Lortz, Wilhelm Philipp, Karl-Heinz Schnabel, Jörg Sussebach, Robert Cauer, Ölgemälde, Aquarelle und Grafiken verschiedener Künstler, sowie die schriftlichen Nachlässe des Bildhauers Fritz Schwarzbeck und des Kunstkritikers Robert D’Hooghe. Im Jahr 2024 erhielt das KAD den Nachlass der Bildhauerin Helga Föhl (1935–2022). Das Archiv verfügt darüber hinaus über eine Plakatsammlung.

## Sonstiges
Das Archiv bietet neben der Dokumentations- und Archivarbeit ein Veranstaltungsprogramm an, wie Museumstage, Kurzreisen, Vorträge und Führungen durch Ausstellungen inner- und außerhalb Darmstadts, Atelierbesuche und Werkstattgespräche. Das Archiv gibt Kataloge und Publikationen zur Kunst und Kunstgeschichte in Darmstadt heraus. Einige Mitarbeiterinnen und Mitarbeiter unterstützen die Arbeit des Archivs ehrenamtlich.